# Збірна Самоа з футболу
Збі́рна Само́а з футбо́лу — національна футбольна команда Самоа, якою керує Футбольна федерація Самоа. До 1997 року носила назву збірна Західного Самоа з футболу (англ. Western Samoa national football team). 
Станом на 28 листопада 2024 посідає 192-e місце у рейтингу футбольних збірних світу.

## Чемпіонат світу
- 1930 — 1990 — не брала участь
- 1994 — знята
- 1998 — 2026 — не пройшла кваліфікацію

## Кубок націй ОФК
- 1973–1990 — не брала участь
- 1996 — 2008 — не пройшла кваліфікацію
- 2012 — груповий етап

## Тренери
- Роуан Нейлор (1996–2001)
- Педро Смердон (2001–2002)
- Александр Бельсон та Грант Бедфорд (2002–2003)
- Руді Гутендорф (2003–2004)
- Девід Бранд (2004–2007)
- Пейласі Саумані (2007–2011)
- Туноа Луі (2011–2012)
- Джез Тіге (2012–)